# Reederei Haniel
Die Haniel Reederei GmbH in Duisburg-Ruhrort war die erste Frachtschiffreederei am Rhein und wurde wahrscheinlich schon 1802 von Franz Haniel gegründet. Sie gehörte zu der 1756 in Ruhrort gegründeten Franz Haniel & Cie.

## Geschichte

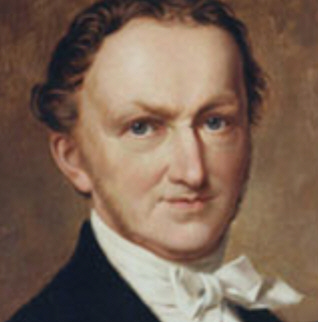
Franz Haniel

Raddampfschlepper Franz Haniel V, Baujahr 1890

Die ersten eisernen Rheinkähne fuhren schon unter der grün-weiß-schwarzen Hanielflagge. Sie wurden wie der erste deutsche Raddampfschlepper, die Ruhr, auf der hauseigenen Werft Jacobi, Haniel und Huyssen in Ruhrort, der späteren Werft Gutehoffnungshütte, gebaut. Bereits 1855 betrieb die Reederei vier Raddampfschlepper und 70 Schleppkähne. 1856 veröffentlichte Haniel ein Reglement für die Rheinschiffer. Um 1875 werden die alten Dampfschlepper durch modernere Schiffe ersetzt, die bis zu 1000 PS leisteten.
1917 übernahm Haniel die Vereinigten Frankfurter Reedereien und der Schiffsbestand wuchs auf 107 Schleppkähne mit insgesamt 128.516 Tonnen Tragfähigkeit und 24 Dampfschleppern mit einer Gesamtleistung von 22.465 PS an. Haupttransportgut war Kohle, die aus eigenen Bergwerken stammte. Ab 1918 transportierte Haniel auch Erz von Rotterdam ins Ruhrgebiet. Gleichzeitig wurde ein umfangreiches Neubauprogramm aufgelegt. Der erste Motorschlepper auf dem Rhein, die Franz Haniel XXVIII, hatte 1922 schon 1000 PS. 1923 übernahm Haniel die Reederei Johann Knipscheer aus Ruhrort. 1929 wurde der Raddampfschlepper Franz Haniel I auf Dieselmotoren mit zweimal 500 PS umgebaut. 1935 wurden die ersten Rhein-See-Schiffe für den Verkehr zwischen Duisburg und den Ostseeländern gebaut, dies waren die Schiffe Ruhrort, Duisburg, Homberg und Oberhausen. Zwischen 1938 und 1940 wurden die Motorgüterschiffe Haniel Express 110-114 gebaut. Drei der vier Kümos mussten noch 1945 als Kriegsbeute an die Sowjetunion abgeliefert werden. Die Ruhrort wurde in der Ostsee durch Kriegseinwirkungen versenkt.

## Nach 1945
Nach dem Zweiten Weltkrieg wurden acht 67 m-Schleppkähne und mehrere 80 m-Kähne mit Dieselmotoren zwischen 600 und 1200 PS ausgerüstet und fuhren unter den Namen Haniel Kurier 30 bis Haniel Kurier 41. Auf der Rheinwerft Walsum wurden vier Rhein-See-Schiffe mit den gleichen Namen wie die Vorkriegsschiffe gebaut und wurden der Oldenburg-Portugiesische Dampfschiffs-Rhederei, einer Tochtergesellschaft der Reederei Haniel unterstellt. 1953 wurde als Tochtergesellschaft die Reederei Malm Handel & Transport Maatschappij NV mit Sitz in Rotterdam gegründet, die 1965 mit der Nederlandse Stoombootrederij Akkermans zusammengelegt wurde. Ab 1957 wurden acht Schleppmotorgüterschiffe, Haniel Kurier 50-57, mit bis zu 1450 PS gebaut. Diese Schiffe wurden als Sattelschlepper bezeichnet. In den 1960er Jahren zählte Haniel mit einer Flotte von insgesamt 108 Schiffen zu den größten Binnenreedereien in Mitteleuropa. Ende der 1960er Jahre wurden die Sattelschlepper zu Schubmotorschiffen umgebaut. 1966 ging das erste Haniel-Schubboot, die Franz Haniel XI mit 1920 PS in Fahrt. Um 1985 umfasste die Flotte acht Schubboote, davon sechs mit bis zu 5250 PS, 60 Schubleichtern und fünf Motorgüterschiffen. Die größten Schiffe, Haniel Kurier 60, 61 und 62 hatten eine Tragfähigkeit von je 3000 Tonnen und eine Motorleistung von 2720 PS. Diese Schiffe wurden als Koppelverbände mit bis zu drei Leichtern eingesetzt.

## Verkauf
1999 übernahm die Reederei Haniel die Flotte der ehemaligen Krupp-Binnenschifffahrt, vier Streckenschubboote, Herkules III, IV, VI und VII, ein Hafenschubboot und 33 Leichter. In diesem Jahr ging die Aktienmehrheit der Reederei an die Imperial Logistics International GmbH, einer Tochtergesellschaft der Imperial Holding Ltd. aus Südafrika über. Seit 2003 besitzt Imperial die komplette Haniel-Flotte und firmiert jetzt als Imperial Reederei-Gruppe. Die Schubboote wurden in Herkules X, XII, XV und XVI umbenannt, die Leichter in Imperial plus Nummer. Lediglich das Schubboot Haniel XIV behielt seinen Namen und ist jetzt das Gästeschiff der Imperial-Reederei.

## Schiffsliste
Hier sind alle Schiffe der Reederei Haniel aufgeführt die seit der Gründung im Besitz der Reederei oder ihrer Tochtergesellschaften waren. Die Aufstellung erhebt keinen Anspruch auf Vollständigkeit.
- Raddampfschlepper 18
- Schraubendampfschlepper 19
- Motorschlepper 15
- Schleppkähne 237 in 144 Jahren
- Binnengüterschiffe 51
- Binnentankschiffe 15
- Schubboote 14 + vier der Krupp-Binnenschifffahrt
- Schubleichter 103 + 33 der Krupp-Binnenschifffahrt
- Rhein-See-Schiffe 4
- Bunkerboote 6 und ein Bekohlungsschiff in Essenberg

## Reedereiflagge
Die Reedereiflagge ist horizontal grün-weiß-schwarz gestreift. Die Dampfschleppboote hatten ab 1840 einen Hahn als Galionsfigur unter dem Bugspriet.